# Impact (gruppo musicale olandese)
Gli Impact sono stati un gruppo heavy metal olandese attivo negli anni ottanta.

## Formazione
- Thierry Plisson - voce
- Peter Magnee -  chitarra
- Rob Schoof - basso
- Ed Warby - batteria

### Ex componenti
- Simon Buik - chitarra
- Hans Rappard - basso
- Rob Struik - batteria

## Discografia

### Album in studio
- 1982 - Never too Young to Rock (Big Money Records)
- 1987 - The Flag (Big Money Records)

### Split album
- 1982 - Metal Clogs (Rave-On Records)

### Demo
- 1982 - Nightmare Becomes Reality
- 1985 - The Sound of Money